# Фальстаф
Сер Джон Фальстаф (англ. Sir John Falstaff) — комічний персонаж низки творів Вільяма Шекспіра: «Віндзорські насмішниці», «Генріх IV, частина 1» та «Генріх IV, частина 2». Роль Фальстафа в обох частинах «Генріха» становить понад 1200 рядків, тим самим це друга за обсягом шекспірівська роль після Гамлета.

## Короткий опис

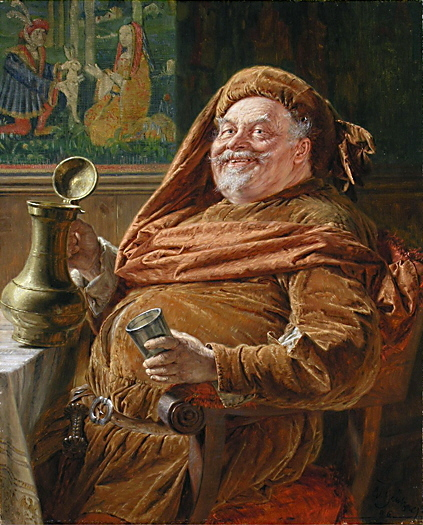
Едуард фон Грютцнер «Фальстаф з великим винним глечиком і чашкою» (1896)

Фальстаф — товстий, добродушний, боягузливий п'яниця, який проводить час у компанії гуляк (Бардольф, Нім, Пістоль) і розпусних дівчат. Фальстаф — лицар, він хвалиться своїми уявними військовими подвигами, але війна і лицарська честь йому не потрібні, тому що від них немає ніякої матеріальної користі (знаменитий монолог-«катехізис» «Чи може честь вилікувати ногу?» і вираз «гарматне м'ясо» авторство якого також належить Фальстафу). У творі «Генріх IV, частина 1» Фальстаф є близьким другом «принца Хела» — майбутнього короля Генріха V. Вони обоє люблять жартувати один над одним, змагаючись у дотепності, але зазвичай їх суперечки закінчуються внічию. На жаль, згодом зміст їхнього обміну дотепами став незрозумілим глядачеві, не кажучи вже про те, що за чотири століття почуття гумору сильно змінилося. А тому для сучасного читача може виглядати так, ніби принц Хел тільки й робить, що сміється з Фальстафа, а той цього не помічає з доброти душевної. Однак надалі цю людину складно назвати доброю. Так, наприклад, коли принц Хел надав йому велику честь і звелів зібрати військо зі 150 бійців, виділивши йому на це гроші, Фальстаф спеціально набрав нікчемних воїнів: жебраків, хворих і безпритульних, і повів своїх бійців у пекло. Цей вчинок здається дурним і безглуздим, якщо не зважити на те, що офіцери могли класти платню вбитих собі в кишеню. Мабуть, це й збирався зробити Фальстаф із самого початку. Після цього він привласнює вбивство Хотспера собі, щоб отримати нагороду. Насправді його вбив у чесному поєдинку принц Хел, але заради друга він готовий пожертвувати почестями. Надалі за «заслуги» у цій битві Фальстаф удостоюється лицарського звання та становища у суспільстві, але в результаті примудряється все це втратити, що не дивно.
Наступну п'єсу, «Генріх IV, частина 2», Шекспір написав тільки через те, що людям так сильно сподобався образ Фальстафа. По суті, історія Генріха добре і органічно була виписана в першій частині.
Вступивши на престол, Генріх V, що їде на коронацію, змушений зобразити, що не впізнає сера Джона, що кинувся йому в ноги, чекає милостей і почестей (і вже встиг наобіцяти великих нагород своїм приятелям). Звернувшись до короля так неповажно у найважливіший для нього день, та ще й за вельмож, Фальстаф, по суті, ображає його, хоч і несвідомо. Тепер уже не принц Хел, а Генріх V був просто зобов'язаний змусити людей забути, що він колись був розгульною гулякою, а цей образ склався у людей головним чином через спілкування Хела з Фальстафом і їх лайки. (Виглядало так, ніби принц дозволяв ображати себе якомусь п'яниці). Хоч сцена такого холодного прощання зі старим другом може викликати обурення, але інакше король вчинити просто не міг. Щоб утриматися на престолі, він був говорити не як простий смертний, бо як законний король, помазанник Божий. Однак на свавілля долі старого приятеля він теж кинути не може. Генріх призначає йому гарну платню, щоб не довелося більше красти. Це благородний вчинок з його боку, однак Фальстаф не витримує такого удару і незабаром вмирає; хоча нам і не сказано, коли саме це було, у наступній п'єсі «Генріх V» він уже не з'являється.

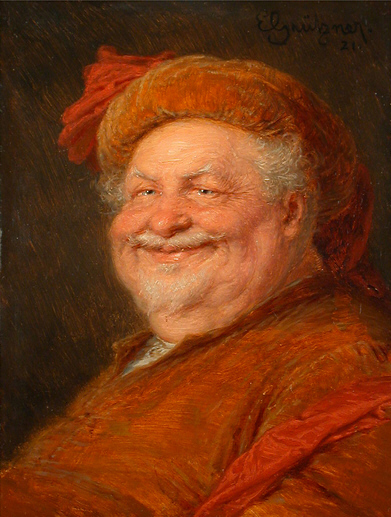
Едуард фон Грютцнер «Фальстаф» (1921)

Дія «Віндзорських насмішниць» переносить Фальстафа та його найближче оточення (Бардольфа, Німа, Пістоля, шинкарку місіс Куїклі) в сучасну Шекспіру єлизаветинську епоху.
У початковій редакції «Генріха» Фальстаф називався «Сер Джон Ольдкастль» (Oldcastle) — ім'я протестанта -лолларда, страченого в XV столітті і перетвореного католицькою пропагандою в п'яного гуляку. Згодом прізвище Ольдкастль було замінено на Фальстаф (швидше за все, на прохання Кобхема, нащадка Ольдкастля), і в епілозі до другої частини «Генріха IV» Шекспір спеціально застерігає, що він і Ольдкастль — зовсім різні особи, і Ольдкастль у. Ім'я «Фальстаф», як зазвичай вважають, взяте на честь Джона Фастольфа, лицаря, звинуваченого в малодушності в Столітню війну і цапом відбувайлом за програну англійцями битву при Паті (1429) проти Жанни д'Арк (Шекспір вивів таким фатолом) — і зобразив ці події раніше у відповідній частині своєї хроніки «Генріх VI»).

## Музика
Фальстаф — центральний персонаж однойменної опери Джузеппе Верді на сюжет згаданих шекспірівських п'єс (переважно «Віндзорських насмішниць»), а також опери «Фальстаф, або Три жарти» Антоніо Сальєрі (1799). Крім цього, Фальстаф (сер Джон) — один із центральних персонажів в опері «Віндзорські насмішниці» — найвідомішої опери композитора Отто Миколи.
Сер Джон Фальстаф любив наспівувати «Зелені рукави»: «Нехай тепер з неба ллється картопляний дощ, нехай грім гуркотить на спів „Зелених рукавів“» («Віндзорські насмішниці»).

## Кіно
Радянський фільм «Комічний коханець, або Любовні витівки сера Джона Фальстафа» (1983) з Анатолієм Папановим у головній ролі є вільною інтерпретацією комедії Вільяма Шекспіра «Віндзорські насмішниці» та інших творів.
У серіалі «Порожня корона» (2012) роль Фальстафа втілив Саймон Рассел Біл.
У фільмі «Король» (2019) роль Фальстафа виконав Джоел Едгертон. При цьому характер Фальстафа значно відрізняється від шекспірівського: у фільмі Фальстаф — відважний воїн.